# 28
Het jaar 28 is het 28e jaar in de 1e eeuw volgens de christelijke jaartelling.

## Gebeurtenissen

### Italië
- De 18-jarige Tiberius Claudius Drusus trouwt voor de tweede maal met Aelia Paetina.

### Nederlanden
- Friezen komen in opstand tegen verhoogde belasting van de Romeinse gouverneur Olennius. De Romein eist huiden met afmeting van oerossen, maar Friezen hebben slechts klein vee uit kwelderweiden. Olennius laat als straf vrouwen en kinderen als slaven wegvoeren. De Friezen belegeren tevergeefs Castellum Flevum (Velsen). De romeinen geven dat marinekamp op en trekken zich terug achter de Limes Germanicus.
- Slag in het Baduhenna-woud: Het Romeinse leger onder bevel van Lucius Apronius wordt in het Baduhenna-woud (waarschijnlijk in Kennemerland) verslagen door de Friezen. 900 Romeinen sneuvelen en anderen doden elkaar uit angst voor verraad.
- Keizer Tiberius weigert een strafexpeditie te sturen naar de Lage Landen en de Friezen herwinnen hun onafhankelijkheid.
- Romeinse troepen trekken terug op de Rijnlinie.
- Germaanse Cananefaten leveren een ruiterij-afdeling (ala) aan de Romeinen.

### Palestina
- In het christendom wordt soms aangenomen dat in dit jaar Jezus van Nazareth in de Jordaan werd gedoopt door Johannes de Doper en het openbaar optreden van Jezus begon. Andere christenen geloven dat dit in 26 plaatsvond.

## Overleden
- Vipsania Julia Agrippina, dochter van Marcus Vipsanius Agrippa